# Zentral Verwaltetes Unternehmen
Zentral Verwaltetes Unternehmen (chinesisch 中央管理企业, Pinyin Zhōngyāng Guǎnlǐ Qǐyè), kurz Zentralunternehmen (中央企业 , abgekürzt 央企), ist seit 2003 die Rechtsform der Staatsbetriebe in der Volksrepublik China. Von ursprünglich 189 Betrieben bei Einführung des Systems am 30. September 2003 reduzierte sich die Zahl im Laufe der Zeit durch Fusionen auf 126 im November 2019.
Am 22. April 2021 wurde jedoch mit Genehmigung des Staatsrats die China Satellite Network Corporation gegründet. Als alleiniger Kapitalgeber fungierte die Kommission zur Kontrolle und Verwaltung von Staatsvermögen.

## Definition
Zentral Verwaltete Unternehmen sind vollständig in Staatsbesitz befindliche Kapitalgesellschaften oder vom Staat mittels einer Aktienmehrheit kontrollierte Aktiengesellschaften, bei denen dem Staatsrat der Volksrepublik China bzw., von diesem beauftragt, der Kommission zur Kontrolle und Verwaltung von Staatsvermögen (SASAC) oder dem Finanzministerium die Rechtspflichten des Firmeninhabers obliegen.
Nicht unter diese Definition fallen städtische Verkehrsbetriebe, von Kreisregierungen betriebene Teefabriken etc. (im Jahr 2016 etwa 6000 Betriebe), die kein Volkseigentum (全民所有, Pinyin Quánmín Sǔoyǒu, wörtl. „im Besitz aller Bürger“) bzw. Staatsbetrieb (国有独资公司, Pinyin Guóyǒu Dúzī Gōngsī, wörtl. „Firma mit dem Vaterland als einzigem Kapitalgeber“) sind, sondern das Eigentum der örtlichen Bevölkerung, und daher von örtlichen Organen, nicht der Zentralregierung, betreut und gegebenenfalls subventioniert werden.

## Kategorien
Bei den Zentral Verwalteten Unternehmen handelt es sich überwiegend um große Mischkonzerne  (集团公司, Pinyin Jítuán Gōngsī), deren historischer Kern vor 2003 einem Ministerium unterstand, wie zum Beispiel dem Verteidigungsministerium der Volksrepublik China oder dem Ministerium für Post und Telekommunikation. Prinzipiell lassen sie sich in drei Kategorien einteilen:
– Von der Kommission zur Kontrolle und Verwaltung von Staatsvermögen betreute Unternehmen (im Juni 2019 waren das 97 von 127 Zentral Verwalteten Unternehmen):
- Unternehmen der Rüstungsindustrie und des Telekommunikationssektors

- Unternehmen, die in Monopolstellung Bodenschätze wie Erdöl erschließen und verarbeiten

- Unternehmen, die auf dem Markt mit in- und ausländischen Privatunternehmen konkurrieren, wie zivile Schwerindustrie, Baufirmen, Handelsfirmen

– Von der Kommission für Bankenaufsicht (中国银行保险监督管理委员会) oder der Kommission für Börsenaufsicht (中国证券监督管理委员会) betreute Unternehmen:
- Die vier großen Versicherungsgesellschaften: Chinesische Volksfürsorge (中国人民保险集团/PICC), China Life Insurance, Taiping Versicherungs-Holding (中國太平保險控股有限公司/China Taiping), Chinesische Exportkreditversicherung (中国出口信用保险/SinoSure)

- Die fünf großen Banken kommerziellen Charakters: Industrial and Commercial Bank of China, China Construction Bank, Agricultural Bank of China, Bank of China, Bank of Communications

- Die drei großen Banken politischen Charakters: China Exim-Bank, Chinesische Bank zur landwirtschaftlichen Entwicklung, China Development Bank

– Von anderen Kommissionen des Staatsrats oder Massenorganisationen betreute Unternehmen:
- China National Tobacco, China Railway, China Post

- Häfen, Flughäfen, Rundfunk, Fernsehen, Verlage …

Während im Prinzip die oben erwähnten Kommissionen für die Verwaltung der Staatsbetriebe zuständig sind, fallen Angelegenheiten die deren Vermögen betreffen, in die Zuständigkeit des Finanzministeriums. Personalangelegenheiten fallen in die Zuständigkeit des Arbeits- und Sozialministeriums (中华人民共和国人力资源和社会保障部). Die Geschäftspolitik wird von der dem Staatsrat unterstehenden Staatlichen Kommission für Entwicklung und Reform bestimmt, wobei hier der Premierminister, seine Stellvertreter und die Staatskommissare den Betrieben auch direkte Anweisungen erteilen können.
Die Zentral Verwalteten Unternehmen haben im Allgemeinen zahlreiche Tochterfirmen. So gehören zum Beispiel zu der der Kommission zur Kontrolle und Verwaltung von Staatsvermögen, wegen der englischen Bezeichnung State-owned Assets Supervision and Administration Commission oft SASAC abgekürzt, unterstehenden China Aerospace Science and Technology Corporation (CASC) die Chinesische Akademie für Trägerraketentechnologie (CALT), die Chinesische Akademie für Weltraumtechnologie (CAST) und 10 weitere Firmen. Die Akademie für Weltraumtechnologie zum Beispiel hat wiederum zahlreiche eigene Tochtergesellschaften wie die Hangtian Dong Fang Hong Satelliten GmbH, die Shenzhou Industrie und Handel Dachgesellschaft (神舟实业总公司) etc.
Allein über CASC lenkt der Staatsrat also rund 100 Einzelfirmen.
Hier einige Beispiele für Zentral Verwaltete Unternehmen:
| Firmenname                                            | Rechtsaufsicht    |
| ----------------------------------------------------- | ----------------- |
| China National Nuclear Corporation                    | SASAC             |
| China Aerospace Science and Technology Corporation    | SASAC             |
| China Aerospace Science and Industry Corporation      | SASAC             |
| China Satellite Network Corporation                   | SASAC             |
| China Electronics Technology Group Corporation        | SASAC             |
| AVIC                                                  | SASAC             |
| China State Shipbuilding Corporation                  | SASAC             |
| China Shipbuilding Industry Corporation               | SASAC             |
| Norinco                                               | SASAC             |
| Aero Engine Corporation of China                      | SASAC             |
| China National Petroleum Corporation                  | SASAC             |
| China National Offshore Oil                           | SASAC             |
| State Grid Corporation of China                       | SASAC             |
| China Southern Power Grid                             | SASAC             |
| China Huaneng Group                                   | SASAC             |
| China Three Gorges Corporation                        | SASAC             |
| China Energy Investment                               | SASAC             |
| China Telecom                                         | SASAC             |
| China Unicom                                          | SASAC             |
| China Mobile                                          | SASAC             |
| China FAW Group                                       | SASAC             |
| Dongfeng Motor Corporation                            | SASAC             |
| Dongfang Electric                                     | SASAC             |
| Anshan Iron and Steel Group                           | SASAC             |
| Baosteel                                              | SASAC             |
| Aluminum Corporation of China                         | SASAC             |
| China COSCO Shipping Corporation                      | SASAC             |
| Air China                                             | SASAC             |
| China Eastern Airlines                                | SASAC             |
| China Southern Airlines                               | SASAC             |
| Sinochem                                              | SASAC             |
| China Minmetals                                       | SASAC             |
| China State Construction Engineering                  | SASAC             |
| China National Building Material Corporation          | SASAC             |
| China Resources                                       | SASAC             |
| Commercial Aircraft Corporation of China              | SASAC             |
| ChemChina                                             | SASAC             |
| China Railway Engineering                             | SASAC             |
| China Railway Construction                            | SASAC             |
| China Communications Construction Company             | SASAC             |
| China General Nuclear Power Group                     | SASAC             |
| OCT Group                                             | SASAC             |
| China Development Bank                                | Finanzministerium |
| China Exim-Bank                                       | Finanzministerium |
| Chinesische Bank zur landwirtschaftlichen Entwicklung | Finanzministerium |
| Industrial and Commercial Bank of China               | Finanzministerium |
| Agricultural Bank of China                            | Finanzministerium |
| Bank of China                                         | Finanzministerium |
| China Construction Bank                               | Finanzministerium |
| Bank of Communications                                | Finanzministerium |
| China Life Insurance                                  | Finanzministerium |
| CITIC Group                                           | Finanzministerium |
| China Railway                                         | Finanzministerium |
| China National Tobacco                                | Finanzministerium |
| China Post                                            | Finanzministerium |

## Rentabilität
Eine ganze Reihe der Zentral Verwalteten Unternehmen ist im Rüstungs- und Dienstleistungssektor tätig, stellt also Dinge her oder bietet Dienstleistungen an, die man sich aus politischen Gründen einfach leistet, ohne auf die Rentabilität zu achten, von Kernwaffen bis zu Eisenbahnfahrkarten zu sozialverträglichen Preisen. Als Ganzes gesehen ist das System der Zentral Verwalteten Unternehmen jedoch durchaus profitabel. So erwirtschafteten im Jahr 2017 die damals 98 der Kommission zur Kontrolle und Verwaltung von Staatsvermögen unterstehenden Unternehmen, nachdem sie insgesamt 2200 Milliarden Yuan an Steuern abgeführt hatten, einen Reingewinn von 1423,08 Milliarden Yuan; 41 der 98 Unternehmen galten mit einem Jahresgewinn von mehr als 10 Milliarden Yuan als hochprofitabel. Hierbei ist zu beachten, dass die petrochemischen Betriebe (Sinopec und CNPC) sowie die Stromversorgungsunternehmen auf Anweisung des Staatsrats die Preise gesenkt und die Endverbraucher in jenem Jahr um 200 Milliarden Yuan entlastet hatten.